# Purnujärvi (sjö i Norra Österbotten, lat 66,22, long 29,15)
Purnujärvi är en sjö i Finland. Den ligger i kommunen Kuusamo i landskapet Norra Österbotten, i den nordöstra delen av landet, 700 km norr om huvudstaden Helsingfors. Purnujärvi ligger 248 meter över havet. Arean är 71,7 hektar och strandlinjen är 6,41 kilometer lång. Sjön  ingår i Koundaälvens huvudavrinningsområde. 